# 45 Minutter fra Broadway
45 Minutter fra Broadway er en amerikansk stumfilm fra 1920 af Joseph De Grasse.

## Medvirkende
- Charles Ray som Kid Burns
- Dorothy Devore som Mary Jane Jenkins
- Hazel Howell som Flora Dora Dean
- Eugenie Besserer som David Dean
- May Foster som Purdy